# Bolbocaffer disparile
Bolbocaffer disparile är en skalbaggsart som beskrevs av Louis Albert Péringuey 1908. Bolbocaffer disparile ingår i släktet Bolbocaffer och familjen Bolboceratidae. Inga underarter finns listade.